# Nookazon
Nookazon (  /'nʊkəzɒn/ ) es una página web creada por fans que permite a los jugadores del videojuego Animal Crossing: New Horizons intercambiar y vender artículos en el juego utilizando sus servicios.
La web permite a los usuarios comunicarse con otros jugadores que venden un artículo específico del juego y comprarlo por un precio fijo o hacer una oferta. Además de los artículos del juego, como muebles, frutas y ropa, también permite intercambiar "vecinos"  (habitantes del juego), que son uno de los elementos más representativos de Animal Crossing. El nombre "Nookazon" es un portmanteau de Tom Nook (uno de personajes principales) y Amazon.
La web fue desarrolada como alternativa al servidor de Discord original.
La web ahora incluye una aplicación para iOS y Android.

## Desarrollo
Nookazon se creó el 9 de abril de 2020. Fue fundada por Daniel Luu, un desarrollador de software de 25 años. Luu se unió al servidor de Discord y encontró un hilo de mensajes comerciales allí, pero se vio abrumado por el desorden de la plataforma. Decidió convertir el servicio en una página web para resolver este problema, con la ayuda de dos de sus amigos. En una entrevista con SquadState.com, Luu declaró:

Avancé en el juego muy rápidamente. Dediqué muchas horas, especialmente durante la cuarentena. Tenemos mucho tiempo libre incluso después del trabajo, así que dediqué horas y horas al juego y quise ver qué más había ahí fuera, así que decidí unirme al Discord de Animal Crossing. Y, en Discord, había diferentes canales –comercio de fruta, comercio de muebles, cosas así– y es un caos, ¿verdad? Quiero decir, cuando ves esos canales, hay muchísimos mensajes, los tiempos de espera en cada uno son de varios minutos.

Soy ingeniero de software y tenía muchas ganas de aplicar mi capacidad de desarrollador a probar y construir un mercado electrónico. Fue ahí donde empecé. Solo quería organizarlo todo y hacer que fuera más fácil para los jugadores conectar unos con otros e intercambiar artículos.
Daniel Luu

### Catálogo

El logo original de Nookazon, basado en el logo de Amazon. El logotipo se ha actualizado desde su lanzamiento. El logo actual se basa en la iconografía de Animal Crossing (siendo la hoja) y está diseñado por @jayquality.

Uno de los desafíos que Luu enfrentó al crear Nookazon fue la categorización de muchos muebles y ropa que forman parte del juego. Animal Crossing: New Horizons cuenta con miles de artículos individuales, y todos tuvieron que catalogarse con sus respectivas variaciones para poder aparecer la web. Para resolver este problema, Luu utilizó una hoja de cálculo para crear un catálogo completo de todos los elementos del juego.
La hoja de cálculo está organizada en Google Docs (que se encuentra aquí ).

### Popularidad
Nookazon se puso en marcha el 9 de abril de 2020. Sin embargo, se popularizó después de que Luu publicara un vídeo en TikTok de 15 segundos en el que explicaba cómo usar la página. Tras de eso, el tráfico de la web aumentó de 6000 a 180.000 usuarios en menos de veinticuatro horas. La web ganó más usuarios que el servidor original de Discord y finalmente se convirtió en una parte importante de la comunidad de Animal Crossing: New Horizons.
A día de se llevan a cabo miles de intercambios diarios entre sus usuarios.
Daniel Luu declaró, sobre el aumento de la popularidad y las dificultades que enfrentó, que:

He creado muchas aplicaciones antes –aplicaciones y páginas web– pero nada como esto. El éxito de Nookazon ha sido un desafío técnico para mí como desarrollador y también como líder de una comunidad. He trabajado en otras cosas así antes, pero algo de este tamaño era difícil de administrar...

Desde una perspectiva técnica, tenemos más de 200.000 visitantes únicos al día en la web, por lo que asegurarnos de que la aplicación es rápida y que todo el mundo puede hacer lo que quiera –añadir artículos a la lista de deseos, catalogar...– es un gran reto. Pero ha sido una experiencia increíble de aprendizaje. No creo haber obtenido esta experiencia sin que Nookazon tuviera el éxito que ha tenido.
Daniel Luu

## Versión actual
Nookazon se divide en dos áreas principales; una es el sitio web, que está construido completamente desde cero; y, el otro, el servidor de Discord. La web está administrada por Daniel Luu y dos de sus amigos. El servidor de Discord, que ahora cuenta con alrededor de 600.000 miembros y treinta moderadores voluntarios, está dirigido por Brandon, amigo de Luu. También hay un equipo de redes sociales, compuesto por tres personas, que administra los perfiles de Nookazon en Instagram, Twitter, TikTok y Facebook, así como los anuncios sobre la aplicación. La web cuenta con 270.000 usuarios únicos diarios y alcanza siete millones de páginas vistas al día. Luu se ha encargado del desarrollo del sitio a tiempo completo. Afirmó que "he eliminado muchos pasatiempos, como ver YouTube, y paso la mayor parte de mi tiempo libre en el sitio. Sin embargo, no me importa, porque me encanta trabajar en él, y probablemente estaría creando otra aplicación o sitio web si no fuera Nookazon".
En octubre de 2020, Nookazon realizó eventos "Spookazon", varios eventos basadas en Halloween.

## Comercio

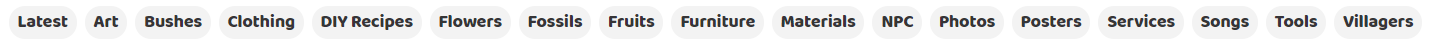
Categorías de artículos de Nookazon

El intercambio de artículos no se lleva a cabo dentro de la web, esta solo muestra el catálogo de artículos a su vez que aparecen listados los vendedores y compradores. En este sentido, funciona más como el mercado en línea eBay. El intercambio luego se lleva a cabo dentro del videojuego Animal Crossing: New Horizons . El sitio web prohíbe el uso de moneda real; el cambio se realiza utilizando la moneda del juego (bayas) y las Millas Nook.

#### Vender
La venta comienza con la publicación del "anuncio" dentro del catálogo del artículo. Los vendedores introducen el precio que desean recibir por él y especifican si quieren que se compre mediante bayas, Millas Nook (o ambas), y también si quieren solicitar ofertas de los compradores o si quieren limitarse al precio del especificado. Los vendedores también pueden especificar si están abiertos a un intercambio a través de sus artículos de la lista de deseos. Luego, el anuncio aparece junto al resto de vendedores. Del mismo modo, el vendedor puede poner un artículo en subasta. Se notifica al vendedor si se acepta un trato y, si quiere, el vendedor puede proponer una contraoferta a un precio más bajo o más alto, y el comprador puede hacer lo mismo.

#### Comprar
La compra comienza con buscar el artículo en la web. En él, aparecen todas las ofertas hechas por los vendedores. El comprador puede aceptar el precio establecido o hacer una oferta, que puede ser aceptada o cancelada por el vendedor. Una vez que se acepta la oferta, el intercambio se realiza en el juego.

#### Intercambio
Una vez que se acepta un trato, el comercio se lleva a cabo en Animal Crossing, a través de un código específico llamado código Dodo que permite a un jugador visitar una isla específica. Para intercambios más costosos, como vecinos, se puede pedir un facilitador de intercambio en el servidor de Discord de Nookazon. El facilitador de comercio será uno de los alrededor de treinta moderadores aprobados.
Tras el intercambio, tanto compradores como vendedores pueden dejar reseñas de una a cinco estrellas con un comentario para informar a otros usuarios sobre la transacción. Esto permite a Nookazon administrar el nivel de estafadores en el sitio. Si un intercambio salió mal, el jugador puede informar sobre el otro usuario. Si bien esto no los prohíbe, advierte a otros usuarios que no son del todo fiables.

### Economía
Para mantener los precios justos y evitar la especulación, Nookazon ha introducido diferentes formas de pago para mantener una economía estable. Un ejemplo de esto es la introducción de las Millas Nook como forma de pago, un artículo muy valorado en la última entrega de Animal Crossing. Mientras que el valor de las bayas ha disminuido gradualmente con el tiempo, el precio de las Millas Nook se ha mantenido constante.
Cuando se le preguntó sobre el precio fluctuante de ciertos artículos populares en el juego, Luu dijo: "Una cosa que Nookazon definitivamente me ha enseñado es que la gente se vuelve loca por ciertos artículos. A la gente le encanta que las islas de sus sueños se hagan realidad. Aunque a veces el enlace de Discord en el sitio web no funciona, la gente sigue buscando una manera de contactar a los vendedores para realizar los intercambios. Realmente demuestra que existe la necesidad de que este mercado sea seguro y fácil de usar. Esas son las cosas en las que nos estamos enfocando para avanzar con la plataforma".

## Crítica

### Controversia por elBlack Lives Matter
Tras las protestas por el asesinato de George Floyd que comenzaron en Estados Unidos en mayo de 2020, los usuarios de Nookazon criticaron a los administradores y moderadores del sitio web por prohibir a los miembros de Discord publicar mensajes de apoyo al movimiento Black Lives Matter. Los administradores cambiaron de opinión más tarde y afirmaron que apoyabann las protestas. Se comprometieron a donar 500 dólares para la causa. Afirmaron que los usuarios podrían optar por un canal de "eventos actuales" donde podrían tener lugar estas manifestaciones. El canal fue editado para ser un canal no interactivo de "recursos globales" con enlaces a información sobre protestas.

### Negociación segura y especulación
Los estafadores han utilizado Nookazon para hacer que los usuarios compren artículos a precios superiores a los habituales. Para combatir esto, Nookazon introdujo un gráfico de "precio promedio" que muestra el precio medio del artículo a lo largo del tiempo para garantizar que los usuarios no compren artículos inflados de precio. Además, una Guía de comercio seguro está disponible para todos los usuarios, en la que se describen varios métodos que los estafadores utilizan para engañar a compradores y vendedores, y cómo prevenirlos.
Para artículos de alto valor, los usuarios han inflado el precio hasta diez veces para ganar la mayor cantidad de dinero posible. Un ejemplo de esto es Narciso, un vecino nuevo introducido en Animal Crossing: New Horizons. Los precios por este vecino se han inflado hasta decenas de millones de bayas. La gran demanda de estos personajes perpetúa su inflación, que también ocurre con muebles raros o limitados. Muchos usuarios han criticado el sistema de comercio, acusando a Nookazon de estar en "los rincones más oscuros de Internet".
Los artículos de temporada también son susceptibles a grandes fluctuaciones de precio, como una subasta de 100 pétalos de flores de cerezo, que alcanzaban un precio total de 2,8 millones de bayas.

## Futuro
La popularidad de Nookazon se atribuye en parte al confinamiento de 2020 y al éxito de Animal Crossing: New Horizons. Cuando se preguntó a Luu cuánto tiempo durará Nookazon, este dijo: "Creo que la comunidad de Animal Crossing ha sido genial con nosotros, con todo nuestro equipo, y es un proyecto muy divertido en el que trabajar, así que creo que incluso después de la cuarentena, incluso después de un tiempo, seguiremos trabajando en Nookazon. Creo que es un gran lugar para que la gente conecte. Algunas de las cosas que la gente ha hecho son asombrosas. Creo que la energía de la comunidad nos mantendrá en marcha, seguro".